# François Deshoulières
François Deshoulières est un historien d'art et archéologue français né à Paris le 27 mai 1861 et mort à Touchay (Cher) le 29 juillet 1948.

## Biographie
Son nom complet de naissance est Zacharie François Thabaud-Deshoulières.
François Deshoulières a fait ses études secondaires et ses études de droit à Paris. Il y a résidé jusqu'à l'année de son mariage, en 1899. Il passait les mois d'été dans le Berry, dans le château de l'Isle-sur-Arnon du XVe siècle appartenant à son père, Jules Thabaud-Deshoulières, qui l'avait sauvé.
Antiquaire dans le sens ancien de ce mot. Ses premières études ont été consacrées à l'histoire du Berry. Pour approfondir ses connaissances et les méthodes nécessaires pour faire ses recherches, il a suivi, à partir de 1906, les cours d'archéologie, de paléographie et de diplomatique de l'École des chartes en auditeur libre. Il y a suivi les cours d'Eugène Lefèvre-Pontalis et de Maurice Prou.
Il a été désigné inspecteur divisionnaire de la Société française d'archéologie dans la 7e division (Berry).
Il a été membre de plusieurs sociétés savantes :
- Commission des Monuments historiques,
- président de la Société nationale des antiquaires de France,
- directeur-adjoint de la Société française d'archéologie

Il a été l'organisateur de nombreux Congrès archéologiques de France et directeur du Bulletin monumental.
- membre de la Société des Antiquaires du Centre

## Publications
Liste non-exhaustive.
- Essais historiques et généalogiques sur le château de l'Isle-sur-Arnon et ses seigneurs, Typographie Tardy-Pigelet, Bourges, 1899 (lire en ligne)
- « Le prieuré d'Orsan », dans Mémoires de la Société des Antiquaires du Centre, 25e volume, 1901, p. 51-137 par (lire en ligne), compléments 1902, p. XXVII-XXIX (lire en ligne)
- « L'Église et le cloître de Saint-Jean-le-Vieil », dans Mémoires de la Société des Antiquaires du Centre, 34e volume, 1911, p. 167-176 (lire en ligne)
- « L'église de Lignières (Cher) », dans Mémoires de la Société des Antiquaires du Centre, 39e volume, 1919-1929, p. 1-17 (lire en ligne)
- La Cathédrale de Meaux, Petites monographies des grands édifices de la France, 1925
- Au début de l'art roman. Les Églises de l'XIe siècle en France, La Renaissance du Livre, Paris, 1929 (lire en ligne)
- Dieppe, Petites monographies des grands édifices de la France, 1929
- « La date de l'église de Plampied (Cher) », dans Mémoires de la Société des Antiquaires du Centre, 43e volume, 1929, p. 157-170 (lire en ligne)
- Les églises de France - Cher, 1932, éd. Letouzey-et-Ané
- « Note sur Notre-Dame de Sales à Bourges », dans Mémoires de la Société des Antiquaires du Centre, 46e volume, 1934-1935, p. 9-12 (lire en ligne)
- Souvigny et Bourbon-l'Archambault, Petites monographies des grands édifices de la France, 1935
- « Les abbayes et prieurés de l'ancien diocèse de Bourges. Leur rôle dans la formation de l'unité nationale et les revendications gallicanes », dans Revue d'histoire de l'Église de France, 1942, tome 114, p. 169-180 (lire en ligne)
- « Arcatures de couronnement des absides », dans Comptes rendus des séances de l'Académie des Inscriptions et Belles-Lettres, 1945, tome 89, no 1, p. 164-171 (lire en ligne)

Il a publié de très nombreux articles dans le Bulletin monumental, répertoriés dans la base Persée qui en relève 423, et dans les Congrès archéologique de France.

## Distinction
- Chevalier de la Légion d'honneur, en 1939[2]